# Bryne FK
Bryne Fotballklubb je fotbalový klub z Bryne v jihozápadním Norsku. Hraje Eliteserien, nejvyšší soutěž v zemi. Domácí zápasy hraje na Bryne Stadium s kapacitou 10 133 diváků.

## Dějiny
Klub byl založen v roce 1926 jako Bryne IL. V roce 1993 dostal svůj současný název.
V letech 1976–1988, 2000–2003 hrál a od roku 2024 hraje v nejvyšší norské lize. Největším úspěchem v historii klubu je vítězství v poháru v roce 1987.

## Úspěchy
- Norský fotbalový pohár
  - : 1987
  - : 2001
- Eliteserien
  - : 1980, 1982

## Významní hráči
- Arne Larsen Økland
- Alf-Inge Haaland
- Ragnvald Soma
- Roger Nilsen
- Erling Haaland